# Hérouville-Saint-Clair
Hérouville-Saint-Clair é uma comuna francesa na região administrativa da Normandia, no departamento Calvados. Estende-se por uma área de 10,64 km². Em 2010 a comuna tinha 22 909 habitantes (densidade: 2 153,1 hab./km²).330 hab/km².